# Jacob Yost
Jacob Yost (* 1. April 1853 in Staunton, Virginia; † 25. Januar 1933 in Palo Alto, Kalifornien) war ein US-amerikanischer Politiker. Zwischen 1887 und 1899 vertrat er zwei Mal den Bundesstaat Virginia im US-Repräsentantenhaus.

## Werdegang
Jacob Yost besuchte die öffentlichen Schulen seiner Heimat sowie die Mossy Creek Academy; danach absolvierte er eine Lehre im Druckerhandwerk. In der Folge war er an der Herausgabe einer Zeitung beteiligt. Später arbeitete er in der Baubranche. Gleichzeitig schlug er als Mitglied der Republikanischen Partei eine politische Laufbahn ein. Im Jahr 1884 kandidierte er noch erfolglos für den Kongress. In den Jahren 1886 und 1887 war Yost Bürgermeister von Staunton.
Bei den Kongresswahlen des Jahres 1886 wurde Yost im zehnten Wahlbezirk von Virginia in das US-Repräsentantenhaus in Washington, D.C. gewählt, wo er am 4. März 1887 die Nachfolge von John Randolph Tucker antrat. Da er im Jahr 1888 nicht bestätigt wurde, konnte er bis zum 3. März 1889 nur eine Legislaturperiode im Kongress absolvieren. Im Jahr 1896 wurde er nochmals ins Repräsentantenhaus gewählt, wo er am 4. März 1897 Henry St. George Tucker ablöste und bis zum 3. März 1899 eine weitere Amtszeit verbringen konnte. In diese Zeit fiel der Spanisch-Amerikanische Krieg von 1898. Im Jahr 1898 verzichtete er auf eine erneute Kandidatur.
Nach seinem Ausscheiden aus dem US-Repräsentantenhaus zog sich Jacob Yost aus der Politik zurück. Er arbeitete in der Eisen- und Kohleindustrie. Seit 1925 lebte er in Palo Alto, wo er am 25. Januar 1933 starb. Er wurde in seiner Geburtsstadt Staunton beigesetzt.